# Wydad AC Casablanca
Wydad AC Casablanca is een Marokkaanse voetbalclub, gevestigd in Casablanca. De club komt uit in de Botola Pro en is de meest succesvolle club van Marokko. De traditionele uitrusting van Wydad bestaat uit een rood en wit tenue. Haar aartsrivaal is stadsgenoot Raja Casablanca.
Wydad Casablanca won onder meer tweeëntwintigmaal het landskampioenschap, negen keer de Coupe du Trône, driemaal de CAF Champions League en eenmaal de CAF Beker der Bekerwinnaars, CAF Super Cup en Afro-Azië Cup.

## Erelijst
| Competitie                                            | Aantal | Jaren |
| ----------------------------------------------------- | ------ | --- |
| Nationaal                                             |        | |
| Botola Pro                                            | 22x    | 1948, 1949, 1950, 1951, 1955, 1957, 1966, 1969, 1976, 1977, 1978, 1986, 1990, 1991, 1993, 2006, 2010, 2015, 2017, 2019, 2021, 2022 |
| Coupe du Trône                                        | 9x     | 1970, 1978, 1979, 1981, 1989, 1994, 1997, 1998, 2001                                                                               |
| Internationaal                                        |        | |
| CAF beker voor landskampioenen / CAF Champions League | 3x     | 1992, 2017, 2022 |
| CAF Beker der Bekerwinnaars                           | 1x     | 2002 |
| CAF Super Cup                                         | 1x     | 2018 |
| Afro-Azië Cup                                         | 1x     | 1993 |
| Regionaal                                             |        | |
| Arab Club Champions Cup                               | 1x     | 1989 |
| Arab Super Cup                                        | 1x     | 1992 |
| Noord-Afrikaans kampioenschap                         | 3x     | 1948, 1949, 1950 |
| Noord-Afrikaans bekerwinnaar                          | 1x     | 1949 |

## Bekende ex-spelers
- Lahcen Abrami
- Larbi Ahderdane
- Bobley Anderson
- Sebastiaan Bornauw
- Aziz Bouderbala
- Yassine Bounou
- Rachid Daoudi
- Badr El Kaddouri
- Ibrahim Maaroufi
- Noureddine Naybet
- Moussa N'daw
- Mohamed Rayhi
- Badou Zaki

## Selectie 2019/2020
| No.           | Naam                 | Nationaliteit  | Geboortedatum    | Vorige club         |
| ------------- | -------------------- | -------------- | ---------------- | ------------------- |
| Keepers       |                      |                |                  |                     |
| 26            | Ahmed Reda Tagnaouti | Marokko        | 5 april 1996     | Ittihad Tanger      |
| 1             | Yassine El Kharroubi | Marokko        | 29 maart 1990    | Lokomotiv Plovdiv   |
| 12            | Taha Mourid          | Marokko        | 4 maart 2002     | Eigen jeugd         |
| Verdedigers   |                      |                |                  |                     |
| 3             | Achraf Dari          | Marokko        | 6 mei 1999       | Eigen jeugd         |
| 8             | Badr Gaddarine       | Marokko        | 20 oktober 1997  | Eigen jeugd         |
| 21            | Soufiane Karkache    | Marokko        | 2 juli 1999      | RSB Berkane         |
| 22            | Ayoub El Amloud      | Marokko        | 8 april 1994     | FAR Rabat           |
| 28            | Abdellatif Noussir   | Marokko        | 20 februari 1990 | Maghreb Fez         |
| 29            | Cheick Comara        | Ivoorkust      | 14 oktober 1993  | AFAD Djékanou       |
| 30            | Mohamed Nahiri       | Marokko        | 22 oktober 1991  | FUS Rabat           |
| Middenvelders |                      |                |                  |                     |
| 2             | Anas Al Asbahi       | Marokko        | 15 oktober 1993  | Raja Casablanca     |
| 4             | Salaheddine Saidi    | Marokko        | 6 februari 1987  | Dubai CSC           |
| 5             | Yahya Jabrane        | Marokko        | 18 juni 1991     | Dibba Fujairah      |
| 6             | Brahim Nakach        | Marokko        | 2 februari 1982  | Difaa El Jadida     |
| 15            | Mohamed Kamal        | Marokko        | 24 oktober 1995  | FAR Rabat           |
| 18            | Walid El Karti       | Marokko        | 23 juli 1994     | Olympique Khouribga |
| Aanvallers    |                      |                |                  |                     |
| 7             | Zouhair El Moutaraji | Marokko        | 4 januari 1996   | Hassania Agadir     |
| 9             | Kazadi Kasengu       | Congo-Kinshasa | 20 juli 1992     | Chabab Mohammedia   |
| 10            | Michel Babatunde     | Nigeria        | 24 december 1992 | Qatar SC            |
| 11            | Ismail El Haddad     | Marokko        | 3 augustus 1990  | Hassania Agadir     |
| 17            | Badi Aouk            | Marokko        | 29 maart 1995    | Hassania Agadir     |
| 19            | Amin Tighazoui       | Marokko        | 20 april 1989    | Olympique Khouribga |
| 20            | Ayman El Hassouni    | Marokko        | 22 februari 1995 | Eigen Jeugd         |

- = Aanvoerder